# Tersites

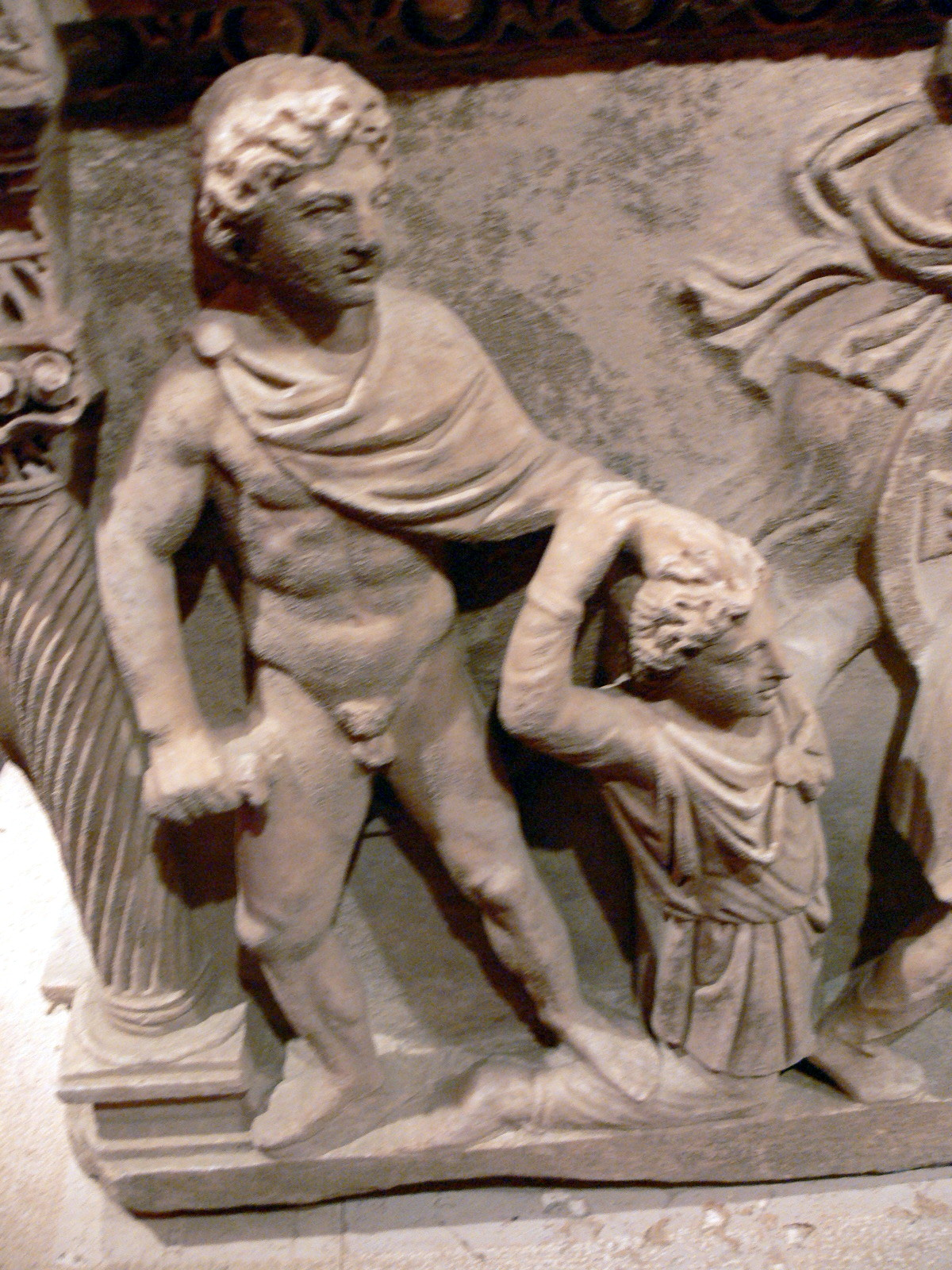
Aquiles golpeando a Tersites, relieve del sarcófago de Aurelia Botania Demetria (siglo II d. C.), conservado en el Museo Arqueológico de Antalya (Turquía).

En la mitología griega, Tersites (en griego antiguo Θερσίτης Thersítēs) fue un guerrero aqueo de la guerra de Troya. En la Ilíada no se da el nombre del padre, ya que no se trata de un héroe aristocrático. En un poema épico posterior, la Etiópida, es llamado hijo de Agrio. Lo mismo ocurre en la Biblioteca mitológica.
Homero describió con detalle a Tersites en el Canto II de la Ilíada, aunque el personaje solo tiene un papel menor en la historia. Era presentado como el más feo de los griegos, patizambo, cojo y con hombros curvados hacia dentro; su cabeza estaba cubierta con mechones de pelo y rematada en punta. En cuanto al carácter de Tersites, el poeta retrata a este personaje como vulgar, ridículo e impertinente. En el pasaje aludido del Libro II (versos 211 y siguientes), Tersites llama codicioso a Agamenón y propone a los aqueos retirarse de la guerra y volver a la patria. Indignado, Odiseo lo golpea con el cetro de Agamenón, lo cual provoca la burla del resto del ejército.
Tersites no vuelve a aparecer en la Ilíada, pero, de acuerdo con el perdido poema Etiópida, extrajo los ojos del cadáver de Pentesilea, la reina de las Amazonas, a quien había matado Aquiles, y también fue a quien mató Aquiles por burlarse de la pena que sentía por ella al contemplar su hermosura.
Fue representado por Polignoto en el pórtico (λέσχη) de los Cnidios (ubicado en Delfos) jugando a los dados con Palamedes.
Robert Graves, en la introducción de La cólera de Aquiles (The anger of Achilles), su versión personal de la Ilíada, considera que Homero presenta de manera ridícula a Tersites como un modo de tomar distancia, dado que comparte sus críticas a los jefes aqueos. Con este recurso logra que los reproches de Tersites, y además la brutalidad de Odiseo, queden consignados en el poema.
También lo nombra Marguerite Yourcenar, en el cuento corto Aquiles o la mentira, como parte de la comitiva de reyes (junto a Odiseo y a Patroclo) que descubre al hijo de Tetis en la isla de Esciro, disfrazado de mujer.

## En la literatura posterior
Luciano de Samosata cuenta que el filósofo Demónax elogiaba a Tersites, considerándolo como arengador cínico.
Como muchos de los personajes de la Guerra de Troya, Tersites aparece en la obra Troilo y Crésida, de Shakespeare. Comienza como esclavo sarnoso de Áyax, a quien pronto abandona para ponerse al servicio de Aquiles, quien aprecia su humor amargo y cáustico.
Aparece también en el Fausto de Goethe.
El autor austríaco Stefan Zweig compuso en 1907 una obra de teatro sobre este personaje: Thersite.
Su importancia como crítico de la sociedad ha sido mencionada por filósofos y literatos como Hegel, Nietzsche, Edward Said y Kenneth Burke.
En la literatura de izquierdas, el personaje de Tersites ha sido considerado un precursor debido a sus posturas contrarias al orden establecido.